# دویچ شوتسن آیزنبرگ
دویچ شوتسن آیزنبرگ (به آلمانی: Deutsch Schützen-Eisenberg) یک منطقهٔ مسکونی در اتریش است که در ناحیه اوبروارت واقع شده‌است. دویچ شوتسن آیزنبرگ ۱٬۱۵۶ نفر جمعیت دارد.